# Apollonia (Illyrien)
 For alternative betydninger, se Apollonia. (Se også artikler, som begynder med Apollonia)
Apollonia (oldgræsk, koine-græsk: Ἀπολλωνία, ἡ; byetnisk: Ἀπολλωνιάτης, Apolloniates;  latin: Apollonia ; albansk: Apollonia eller Apolonia) var en gammel græsk handelskoloni, der udviklede sig til en uafhængig polis og senere en romersk by i det sydlige Illyrien i den klassiske antik. Den var placeret på højre bred af floden Aoös/Vjosë-, cirka 10 km fra den østlige kyst af Adriaterhavet.  Dens ruiner ligger i præfekturet Fier, tæt på landsbyen Pojan i Albanien.

## Historie
Apollonia blev grundlagt omkring 600 f.Kr. af gamle græske kolonister fra Korinth og muligvis Corcyra som en handelsafvikling efter en invitation fra lokale illyriere på et stort set forladt kystområde. Det var måske den vigtigste af de adskillige klassiske byer kendt som Apollonia. Korintisk kolonipolitik synes at have været relativt liberal og var mere fokuseret mod ressourceudvinding for at støtte den voksende korintiske befolkning snarere end udnyttelse eller udvisning af den lokale illyriske befolkning. Apollonia fik gradvist politisk uafhængighed fra Korinth og blev organiseret som polis under et oligarkisk system. Ifølge Aristoteles herskede en lille græsk eliteklasse, der stort set nedstammede fra de oprindelige kolonister, over en stort set lokal illyrisk befolkning.
Apollonia blomstrede i den romerske periode. Fra det 2. århundrede f.Kr. blev det et vigtigt militærområde for de romerske hære. Den var hjemsted for en berømt filosofisk skole, og ved udgangen af den republikanske periode blev den et vigtigt centrum for græsk lærdom. Apollonias omdømme tiltrak mange strålende studerende fra forskellige dele af imperiet, herunder Augustus, den første romerske kejser. Byen begyndte at falde i det 3. århundrede e.Kr., da havnen begyndte atmudre til i silt efter et jordskælv. Byen blev forladt i det 4. århundrede e.Kr.
Byens navn er nævnt blandt de moderne bispedømme i den ortodokse kirke i Albanien (Apollonia og Fier). Ruinerne blev udpeget som en arkæologisk park den 7. april 2003 af Albaniens regering.
|        |
| Ruiner |

|       |
| Odeon |

|           |
| Nymphaeum |

|                     |
| Ruiner af et tempel |

|                                                            |
| Stele af Hermes i følgeskab med Hades, 3. århundrede f.Kr. |

|                                                                                               |
| Gravsten med det Illyriske navn Tritos, Platoros (Tritos, søn af Plator), 2. århundrede f.Kr. |

|                   |
| Romersk bibliotek |

|                                                     |
| Dedikation til Marcus Aurelius, 2. århundrede f.Kr. |

|                   |
| Sankt Maria Kirke |